# Architekturpreis der Stadt Leipzig
Der Architekturpreis der Stadt Leipzig zur Förderung der Baukultur wird von der Stadt Leipzig für realisierte Architekturleistungen von beispielhafter Qualität vergeben. Ausgezeichnet werden jeweils Bauherr und Architekt.

## Vergabemodus
Der Architekturpreis wird seit 1999 im Turnus von zwei Jahren im Wechsel mit dem Hieronymus-Lotter-Preis der Kulturstiftung Leipzig vergeben, der für die Restaurierung von Kulturdenkmalen vorbehalten ist. Die Vergabe geschieht auf Antrag. Einreichungsberechtigt sind private sowie öffentliche Bauherren und Architekten. Zugelassen sind Bauwerke und Freiraumgestaltungen aller Art und Nutzung, die in den letzten Jahren fertiggestellt wurden.
Eine von der Stadt Leipzig unabhängige Jury mit Fachleuten aus ganz Deutschland entscheidet über die Preisvergabe. Bisher wurden pro Vergaberunde ein bis fünf Preise ausgereicht. Neben den Preisen werden lobende Erwähnungen ausgesprochen.
Der Preis ist undotiert. Die Preisträger erhalten neben einer Urkunde auch eine Plakette zur Anbringung an das preisgekrönte Bauwerk. Alle eingereichten Objekte werden öffentlich ausgestellt und in einem Katalog dokumentiert.

## Preisträger
| Jahr | Preisträger | Lobende Erwähnung |
| ---- | --- | --- |
| 1999 | - Galerie für Zeitgenössische Kunst, - KPMG-Gebäude, Beethovenstraße, - Neue Messe Leipzig, - Holzhaus Alte Straße, - Hauptverwaltung der Landeszentralbank von Sachsen & Thüringen  | - Internationales Begegnungszentrum, - Kostengünstiger Wohnungsbau, - Hauptverwaltung der Verbundnetz Gas AG, - Haus des Buches                                                                            |
| 2001 | - Stadtwerke Leipzig, Neubau Betriebsbereich Strom/Gas, - Haus Köhler, Holzhäuser Straße, - Stadtteilpark Plagwitz                                                                   | - Wohnen für junge Leute, - Ehemalige Kraftstation für die Leipziger Straßenbahn, Floßplatz, - Offenlegung Pleißemühlgraben, 1.–4. Bauabschnitt, - Flughafen Leipzig-Halle, Feuerwache Nord/Energiestation |
| 2003 | - Biocity Leipzig, Biotechnologisch-Biomedizinisches Zentrum, - Bischöfliches Maria-Montessori-Schulzentrum Grünau                                                                   | - Erweiterung Neue Nikolaischule, - Stelzenhaus, Plagwitz |
| 2005 | - BMW Zentralgebäude, - Ausstellungsgebäude Galerie für Zeitgenössische Kunst (GfZK), - Parkhaus ZOO                                                                                 | - Haus hinter der Schlossmauer, Abtnaundorf, - Gartenhofhäuser Pfeffingerstraße, - Sport- und Spielfeld im Park 5.1, Grünau                                                                                |
| 2007 | - Grüner Bogen Paunsdorf, - Wolkenlabor des Instituts für Troposphärenforschung, - Konsum Coppistraße                                                                                | - Stadthäuser Probstheidaer Straße, - Sweetwater – Stadthäuser an der Weißen Elster |
| 2009 | - Hochschulbibliothek und Medienzentrum der HTWK Leipzig, - Stadthaus Fregestraße | - Würze in der Mühle – Gewürzmühle Leipzig-Lindenau, - Sonderlabore der Universität Leipzig, Stephanstraße, - Stadtteilpark Rabet – Das 1 km Amöbenband                                                    |
| 2011 | - Deutsche Nationalbibliothek in Leipzig - Erweiterung, - Neubau Kita Zwergenland, Erich-Zeigner-Allee, - Umbau und Erweiterung einer ehemaligen Fabrik, Gießerstraße                | - Neues Theatrium, Alte Salzstraße, - Sporthalle Werner-Heisenberg-Gymnasium/39. Grundschule, - Thermische Sanierung von drei Plattenbauschulen, - Einfeldsporthalle Franz-Mehring-Schule                  |
| 2013 | - S-Bahnhof Wilhelm-Leuschner-Platz, - Gartenhofhäuser Audorfstraße | - Thomasalumnat, Hillerstraße, - Kindergarten Lichtenbergweg |
| 2015 | - Katholische Propsteikirche St. Trinitatis, - Mehrfamilienhäuser Hardenbergstraße                                                                                                   | - 3. Grundschule, Scharnhorststraße, - Kongreßhalle am Zoo |
| 2017 | - Umbau eines Heizhauses zur Trainingshalle des Judo Holzhausen e. V., - Aufstockung des denkmalgeschützten Kontorhauses Holbeinstraße, - Grundschule forum thomanum, Schreberstraße | - Bürgerpark im Grünen Bogen Paunsdorf, - Quartier an der Weißen Elster |
| 2019 | - Holzhaus in Leipzig-Lindenau | - Umbau Kundencenter Finanzamt Leipzig I, - Kita „Breitenfelder Strolche“ |
| 2021 | - DBFZ Technikum Deutsches Biomasseforschungszentrum, - Wohnensemble Hafen Eins, - Kooperatives Projekt „OurHaus“                                                                    | - Neubau der Schule am Addis-Abeba-Platz, - Theaterhaus und Leipziger Off-Theater LOFFT |
| 2023 | - Kita Tarostraße, - Skateanlage Parkallee Leipzig Grünau, - Erweiterungsbau Apollonia-von-Wiedebach-Schule                                                                          | - Sakristei Zuckelhausen, - Wohnhaus Kurti50A, - Einfamilienhaus mit Doppelgiebel in Leipzig-Knautkleeberg-Knauthain, - Quartiersschule Ihmelsstraße                                                       |